# 林川乡
林川乡，是中华人民共和国青海省海东市互助土族自治县下辖的一个乡镇级行政单位。

## 行政区划
林川乡下辖以下地区：
贺尔村、大河欠村、小河欠村、河欠口村、韭菜沟村、马场村、唐日台村、许家村、窑庄村、作干村、包马村、保家村、苍家村、马家村、泥麻村、水洞村、峡门村、新庄村、尕寺加村、昝扎村和巴扎村。